# ガスプロム・アリーナ
クレストフスキー・スタジアム (ロシア語: Стадион «Крестовский»）は、ロシアのレニングラード州サンクトペテルブルクのクレストフスキー島に所在するサッカー専用スタジアム。開場が当初の予定より大幅に遅れており、2017年に完成。

## 概要
サンクトペテルブルクを本拠地とするサッカークラブ・FCゼニト・サンクトペテルブルクがホームスタジアムとしてきたペトロフスキ・スタジアムに代わる新スタジアムとして、1992年まで存在したキーロフ・スタジアムの跡地に建設されることとなり、設計は日本の建築家である黒川紀章が担当している。外観は黒川が設計した豊田スタジアムとそっくりで、スタンド規模はこちらの方が一回り大きい。なお、黒川は2007年10月に亡くなっており、彼の「遺作」ともいえる。
建設中の2009年、スタジアム名称をFCゼニトのメインスポンサーであるガスプロムの名を冠した「ガスプロム・アリーナ」とすることを発表した。なお、建設資金も大半がガスプロムの出資によるものとなった。
スタジアムの完成は、当初2008年に予定されていたが、工事は遅延。2017年2月にようやく完成式が行われた。しかしながら完成後も多数の労働者が出入りしており、仕上げ作業は続いた。
本スタジアムでは2017年のFIFAコンフェデレーションズカップ、2018年のサッカーワールドカップロシア大会で使用されたほか、2021年のUEFA EURO 2020でも会場のひとつとして使用され、大会期間中はサンクトペテルブルク・スタジアムと呼ばれた。

## 開催された主な大会

### 2017 FIFAコンフェデレーションズカップ
| 開催日  | 時刻 (UTC+3) | チーム#1         | 結果 | チーム#2         | ラウンド | 観客   |
| ------- | ------------ | ---------------- | ---- | ---------------- | -------- | ------ |
| 6月17日 | 18:00        | ロシア           | 2–0  | ニュージーランド | Group A  | 50,251 |
| 6月22日 | 18:00        | カメルーン       | 1–1  | オーストラリア   | Group B  | 35,021 |
| 6月24日 | 18:00        | ニュージーランド | 0–4  | ポルトガル       | Group A  | 56,290 |
| 7月2日  | 21:00        | チリ             | 0–1  | ドイツ           | 決勝     | 57,268 |

### 2018 FIFAワールドカップ
| 開催日  | 時刻 (UTC+3) | チーム#1     | 結果 | チーム#2     | ラウンド   | 観客   |
| ------- | ------------ | ------------ | ---- | ------------ | ---------- | ------ |
| 6月15日 | 18:00        | モロッコ     | 0–1  | イラン       | グループB  | 62,548 |
| 6月19日 | 21:00        | ロシア       | 3–1  | エジプト     | Group A    | 64,468 |
| 6月22日 | 15:00        | ブラジル     | 2–0  | コスタリカ   | Group E    | 64,468 |
| 6月26日 | 21:00        | ナイジェリア | 1–2  | アルゼンチン | Group D    | 64,468 |
| 7月3日  | 17:00        | スウェーデン | 1–0  | スイス       | ラウンド16 | 64,042 |
| 7月10日 | 21:00        | フランス     | 1–0  | ベルギー     | 準決勝     | 64,286 |
| 7月14日 | 17:00        | ベルギー     | 2–0  | イングランド | 3位決定戦  | 64,406 |

### UEFA ユーロ 2020
| 開催日  | 時刻 (UTC+3) | チーム#1     | 結果                    | チーム#2   | ラウンド | 観客   |
| ------- | ------------ | ------------ | ----------------------- | ---------- | -------- | ------ |
| 6月12日 | 21:00        | ベルギー     | 3–0                     | ロシア     | Group B  | 26,264 |
| 6月14日 | 18:00        | ポーランド   | 1–2                     | スロバキア | Group E  | 12,862 |
| 6月16日 | 15:00        | フィンランド | 0–1                     | ロシア     | Group B  | 24,540 |
| 6月18日 | 15:00        | スウェーデン | 1–0                     | スロバキア | Group E  | 11,525 |
| 6月21日 | 21:00        | フィンランド | 0–2                     | ベルギー   | Group B  | 18,545 |
| 6月23日 | 18:00        | スウェーデン | 3–2                     | ポーランド | Group E  | 14,252 |
| 7月2日  | 19:00        | スイス       | 1–1 (延長) （1–3 PK戦） | スペイン   | 準々決勝 | 24,764 |

## ギャラリー

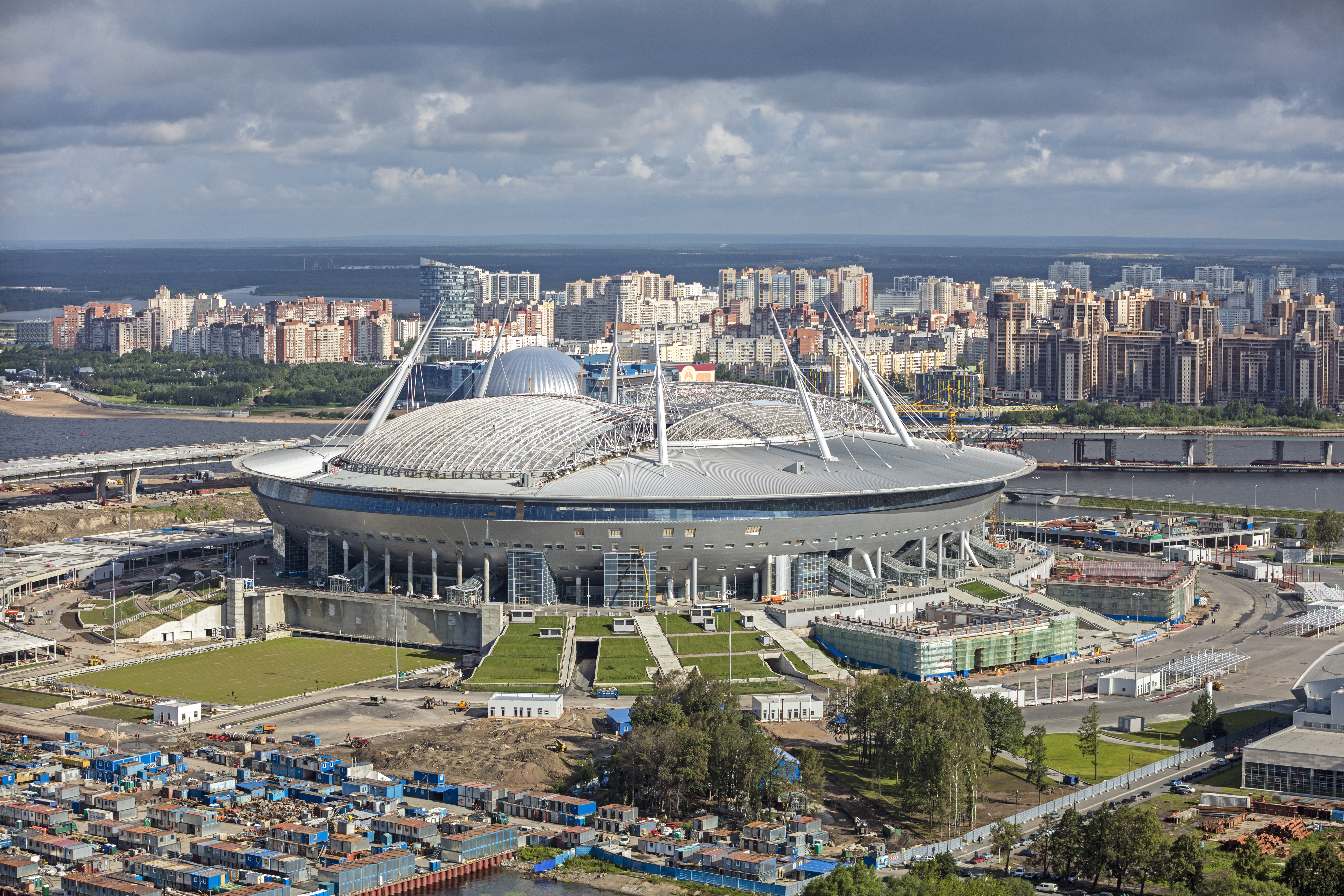
2016年の外観
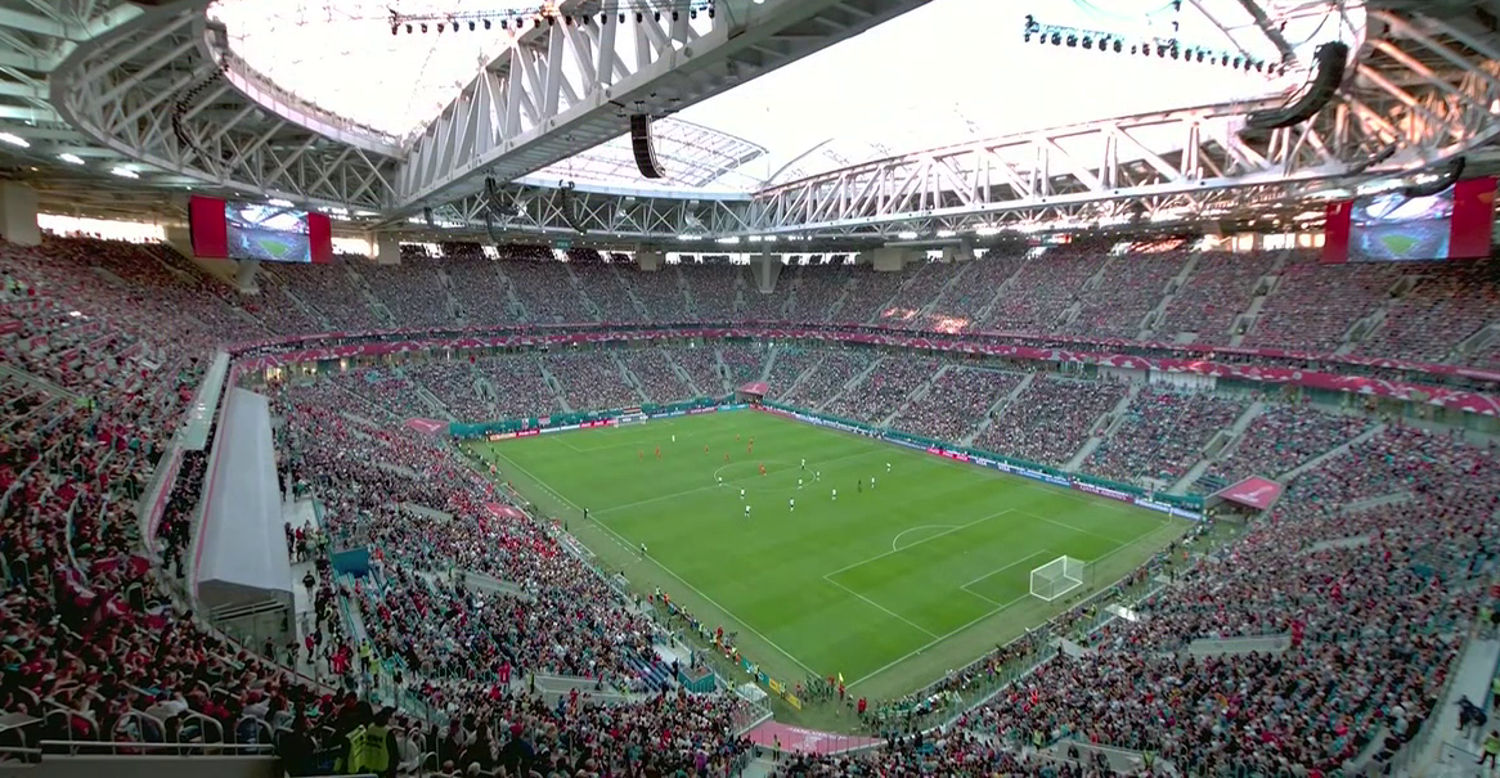
2017年の内観
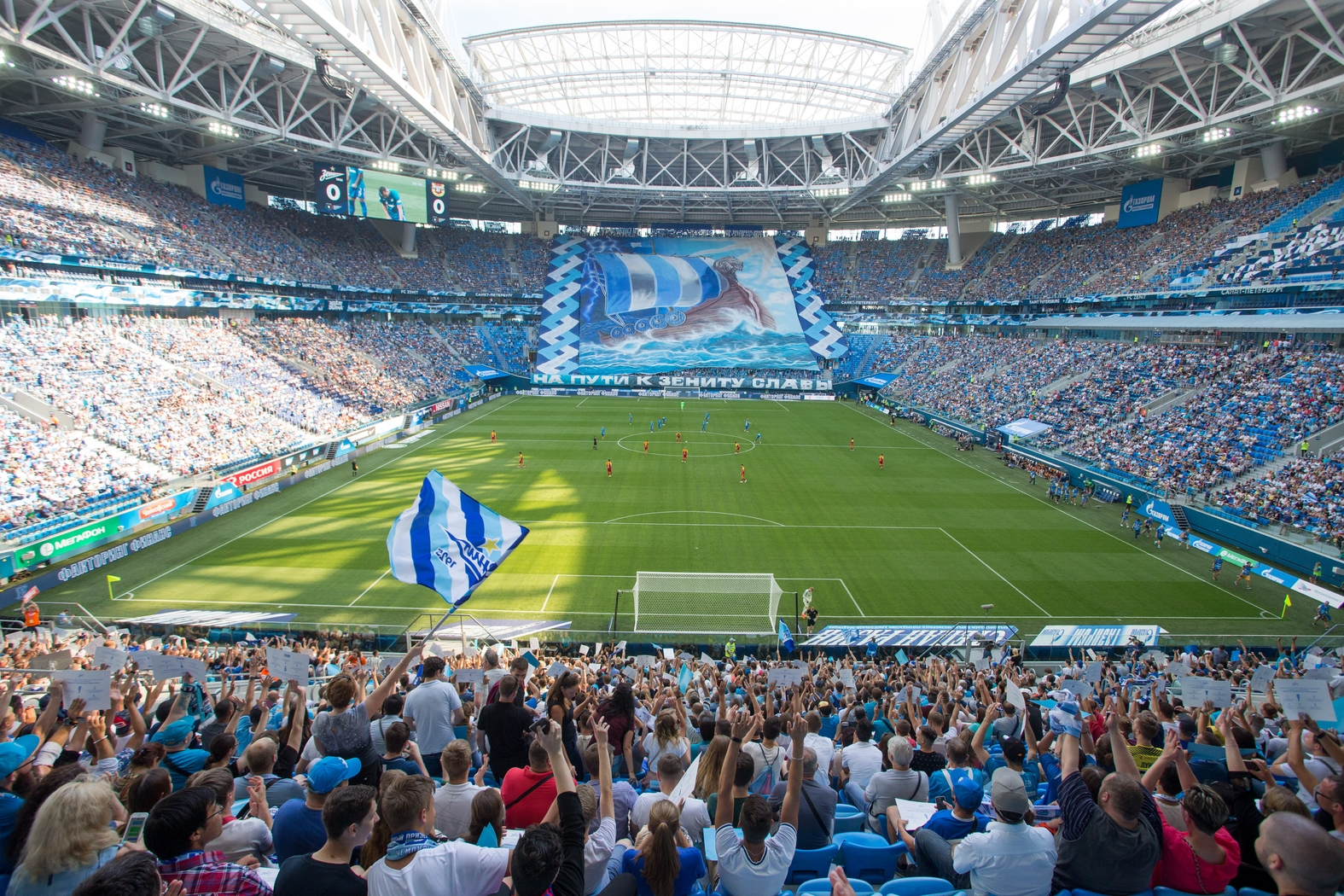
ゴール裏からの眺め (2018年)
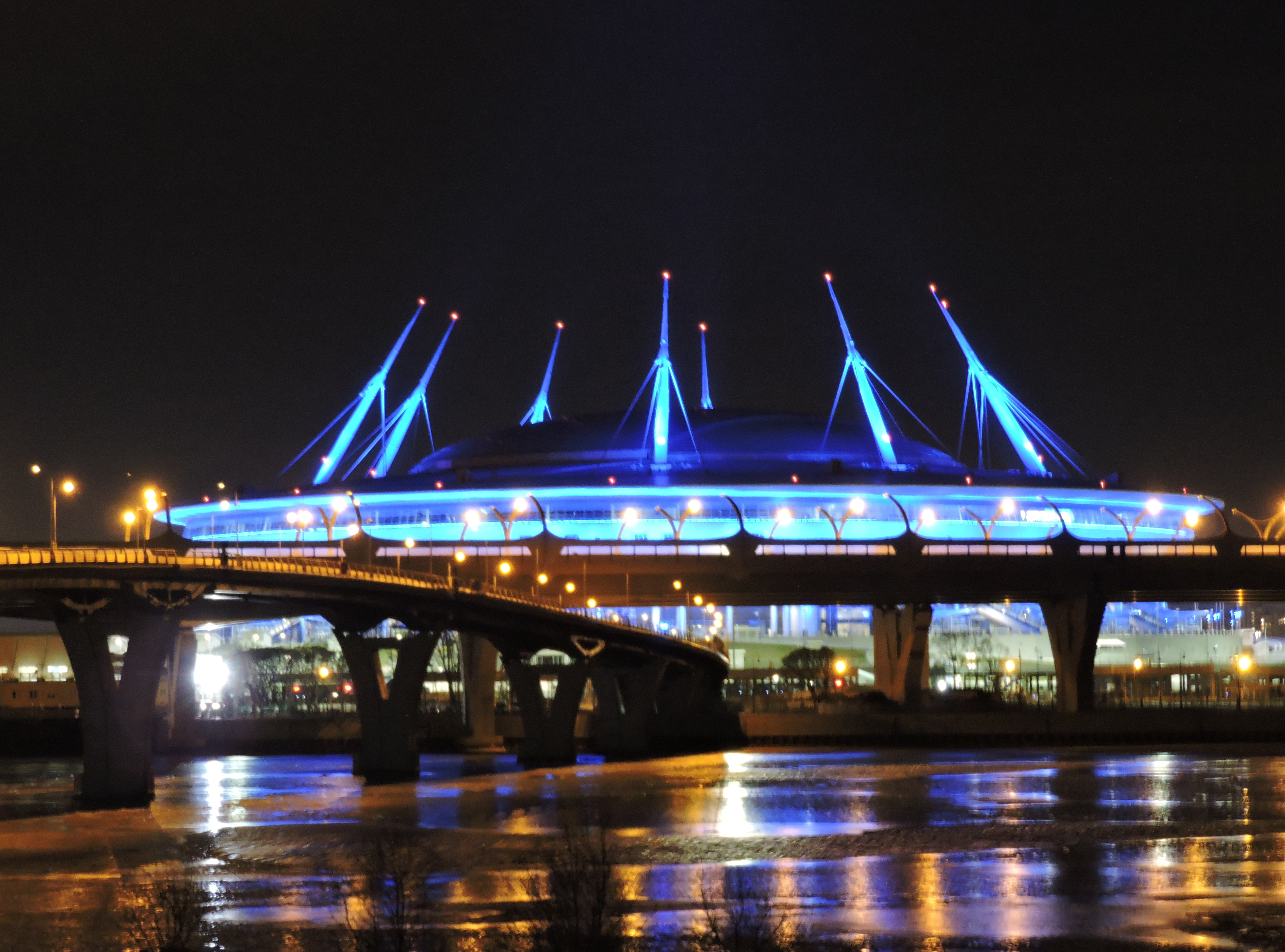
夜のスタジアム (2016年)